# Слободан Павић
Слободан Павић (Гњилане, 4. октобар 1992) је српски рукометаш висок 187 цм и тежак 80 кг који игра на позицији десног крила. Каријеру је почео у Смедереву да би у лето 2011. године прешао у Црвену звезду где је након веома доброг почетка имао бројне проблеме са тешким повредама. По завршетку дугог опоравка крајем 2014. године на кратко се вратио у Смедерево. Крајем јануaра 2015. године Павић је постао члан вечитог ривала Партизана где ће покушати да се што пре врати у некадашњу форму. Дозволу да заигра за Партизан Павић је добио тек крајем фебруара након што је клуб из Хумске коначно исплатио дуг свом бившем члану Сави Мештеру.